# ONE FC 4
ONE FC 4: Destiny of Warriors（ワン・エフシー・フォー：デスティニー・オブ・ウォリアーズ）は、シンガポールの総合格闘技団体「ONE FC」の大会の一つ。2012年6月23日、マレーシア・クアラルンプールのスタジアム・ネガラで開催された。

## 大会概要
本大会では日本の総合格闘技団体DREAMから今成正和、水野竜也が参戦した。

## 試合結果
| 試合           | 階級           | 勝者                 | 敗者                   | 試合結果                           |
| -------------- | -------------- | -------------------- | ---------------------- | ---------------------------------- |
| アンダーカード |                |                      |                        |                                    |
| 1              | ライト級       | ピーター・デイヴィス | ケク・キムホック       | 1R 0:55 TKO（膝蹴り）              |
| 2              | ウェルター級   | マルコス・エスコバル | ホドリゴ・プレシャデス | 3R 1:05 ダースチョーク             |
| 3              | 67.3kg契約     | ミッチ・チルソン     | AJ・マンスール         | 1R 1:39 リアネイキドチョーク       |
| 4              | ライト級       | アルナウド・ルポン   | ブライアン・チョイ     | 3R 1:39 リアネイキドチョーク       |
| 5              | フェザー級     | エリック・ケリー     | ベ・ヤンクァン         | 3R終了 判定3-0                     |
| メインカード   |                |                      |                        |                                    |
| 6              | ウェルター級   | アダム・カユーン     | グレゴー・グレイシー   | 3R終了 判定2-1                     |
| 7              | バンタム級     | レアンドロ・イッサ   | 今成正和               | 3R終了 判定3-0                     |
| 8              | ウェルター級   | ゾロバベル・モレイラ | ロジャー・ウエルタ     | 2R 3:53 KO（サッカーボールキック） |
| 9              | ライトヘビー級 | レナート・ババル     | 水野竜也               | 1R 0:31 腕ひしぎ十字固め           |